# Kendra Chéry
Pour les articles homonymes, voir Chéry (homonymie).
Kendra Chéry, née le 16 juillet 2001 aux Abymes (Guadeloupe), est une joueuse de basket-ball française évoluant au poste d'ailière et d'ailier fort.

## Biographie
Championne d'Europe U16 en 2017 avec Iliana Rupert et Marine Fauthoux, elle est un des espoirs du basket-ball français.
En février 2019, elle se fait remarquer pour avoir tenté un dunk en plein match : « J’ai vu des photos de mon père [ex-joueur de Pro A à Monaco] qui était un gros dunkeur. Mon frère Valentin [actuellement en BetClic Elite au Mans Sarthe Basket] dunke beaucoup aussi. Si j’en réussis un en match, ce sera une fierté au niveau de ma famille car je pourrais dire que j’ai fait comme mon père. Ma motivation est surtout là ». Son entraîneur Valéry Demory estime que malgré ses capacités physiques, elle doit « améliorer en priorité tir et dribble. Jusqu’à son arrivée chez nous, elle avait appris à tout jouer sur son physique. Pour l’instant, je ne l’utilise quasiment que défensivement et au rebond. Ça va prendre trois saisons pour qu’elle rattrape son retard technique ».
Pour sa première saison professionnelle avec Lyon ASVEL, elle n'a qu'un temps de jeu très limité pour des statistiques de 1,44 point, 1,11 rebond et 2,6 d'évaluation en moyenne en 18 matches avant de se blesser (fracture de fatigue) et de manquer la fin de saison. Durant l'été, Lyon décide de la prêter à un autre club de LFB, Roche Vendée, qualifié pour l'Eurocoupe 2018-2019. En l'absence de sa coéquipière Uju Ugoka, elle se montre à son avantage (13 points et 10 rebonds) pour sa première rencontre en Eurocoupe, qui se solde cependant par une défaite 60 à 73 face à Elfic Fribourg. Après une saison mitigée en Vendée (3,8 points à 25,9% de réussite aux tirs, 3,4 rebonds et 0,9 passe décisive pour 4,4 d'évaluation), elle s'engage pour la saison 2020-2021 avec Basket Landes où elle entend reprendre en parallèle des études supérieures.
En octobre 2020, elle est appelée au camp d'entraînement de l'équipe de France programmé du 9 au 15 novembre.

## Clubs
| Saisons   | Équipe         | Pays    |
| 2008-2009 | Calais Basket  | France  |
| 2009-2013 | ACLPAB Calais  | France  |
| 2013-2014 | COB Calais     | France  |
| 2014-2015 | Oye Plage      | France  |
| 2015-2018 | Centre fédéral | France  |
| 2018-2019 | Lyon ASVEL     | France  |
| 2019-2020 | Roche Vendée   | France  |
| 2020-2024 | Basket Landes  | France  |
| 2024-     | Gernika KESB   | Espagne |

## Palmarès

### Sélection nationale

#### Jeunes
- Médaille de bronze au Championnat d'Europe 2016 des 16 ans et moins
- Médaille d'or au Championnat d'Europe 2017 des 16 ans et moins
- Médaille d'argent au Championnat du monde 2018 des 17 ans et moins

### Club
- Championne de France : 2019 et 2021[10].
- Vainqueur de la Coupe de France : 2022[11], 2023[12]